# Edmonton (Stany Zjednoczone)
Edmonton – miasto w Stanach Zjednoczonych, w stanie Kentucky, siedziba administracyjna hrabstwa Metcalfe.